# Astatoreochromis
Astatoreochromis es un pequeño genus de peces cíclidos haplochromine de hábitats fluviales endémicos de África Del este. Tilapia bemini, normalmente es colocado en tilapiines, puede ser bastante cercano a este género. Aun así, la capacidad de hibridación es muy extensa en los cíclidos africanos y esto confunde seriamente el análisis de la filogenia basada en mtDNA, mientras los análisis morfológicos tienden a ceder poca información debido a la evolución paralela extendida.

## Especies
Hay actualmente tres especie reconocida en este genus:
- Astatoreochromis alluaudi Pellegrin, 1904 (Alluaud Haplo)
- Astatoreochromis straeleni (Encuesta, 1944) (Bluelip Haplo)
- Astatoreochromis vanderhorsti (Greenwood, 1954)